# Станислав Костка
Станѝслав Ко̀стка (на полски: Stanisław Kostka; герб Домброва) е полски духовник йезуит, светец на Католическа църква, един от католическите патрони на Полша, патрон на министрантите, на полските деца и младежи, както и на организацията „Католическо сдружение на младежта“.

## Исторически източници
Първата генеалогия на рода Костка е написана от брата на Станислав Костка – Павел, но тя не се е съхранила до наши дни. Неговите следващи биографи обаче са използвали този източник. През 1702 г. в Краков йезуитът отец Анджей Дуриевски издава история на семейство Костка и на семейства, с които е в родствени отношения. Този труд носи заглавието „Pamiątka niezeszła Ivz zeszłego domv, Iasnie Wielmoznych Panow na Rostkowie i Sztembergv Kostkow. ábo o niéktorych, z-tej fámiliey, płci oboiey, Zacnych Lvdziach Memoryał Krotki“ (Неизтрит спомен за някогашния дом, Техни светлости почитаемите господа Костка в Ростково и Щемберг. или за някои от знатната фамилия и от двата пола, Кратък мемориал за достойни хора) Много важен източник са преписките по процеса за канонизация от 1630 г.: на латински „Acta canonisationis Beati Stanislai Kostka in Polonia 1606 – 1645. Processus remissiorialis Cracoviensis an. 1630“. Негова биография с латинското заглавие „Vita Stanislai Kostka nobillissimi iuvenis qui in Societate Jesu ingressus brevi in aedem sancte migravit ad Dominum“ пише и Станислав Варщевицки (Stanisław Warszewicki), свидетел на живота на Станислав Костка по време на послушничеството му в Рим.

## Биография

### Детство
Станислав Костка е роден през втората половина на 1550 г., най-вероятно на 28 октомври, в средно заможно, многодетно семейство (трима братя: Павел, Войчех и Миколай и две сестри, като знаем името само на едната: Анна, благородническо семейство с герб Домброва, баща Ян – кастелан в Закрочим, син на Навой Костка, и Малгожата, дъщеря на Павел Криска с герб Правджиц, наследник в Добин
Основоположник на рода му е земевладелецът Навой от Ростково, чието име се споменава в документи, датиращи още от XV век. Получава прозвището Костка заради оригиналния начин, по който изглежда лявата му буза и малката „костичка“, намираща се върху нея. По-късно той приема Костка като фамилия, което правят и синовете му – предците на Станислав Костка, Ян (прадядото на Станислав Костка) и Якуб.
Възпитан е в религиозен дух, което потвърждават свидетелите в по-късния процес по канонизация. Според тях:
„Станислав, роден от католици и благочестиви родители Ян Костка и Малгожата Криска, също беше възпитан в благочестие и религиозност“.
Подобно свидетелство за атмосферата в родния дом дава и брат му Павел Костка, който казва:
„Родителите ни ни възпитаха като католици, учейки ни на католическите догми. Не ни свикваха с удоволствията, постъпваха с нас сурово. Приучаваха ни да се молим, да бъдем честни. Всички ни поучаваха и участваха в нашето възпитание (...) Почитахме всички и бяхме обичани от всички“.
Веднага след раждането си, през последните дни на октомври 1550 г. е кръстен в катедралата Успение богородично в Пшасниш. Кръщава го викарий Хуберт Мачей Коморовски, а негов кръстник е Анджей Радзановски. Голямо влияние върху начина, по който се формират неговата морална и религиозна нагласа, има майка му – неговата първа учителка в основните истини на вярата. Вероятно от нея е научил първите молитви и първите религиозни принципи. Предполага се, че в детството си (до 12-годишна възраст) е вземал уроци и от капелана, определен да обучава децата. До първата половина на XVI век тези уроци най-вероятно са се провеждали в личния им параклис към катедралата в Пшасниш и Ростково. За съжаление това не е добре документирано и остава неизвестно дори името на споменатия капелан. Затова е сигурно, че от 12-а до 14-а му година негов учител е Ян Билински, който значително разширява религиозните му познания и най-вероятно насочва вниманието му към значението на Дева Мария, с което определя важността ѝ в живота на Станислав Костка. Основание за подобни изводи дава следното свидетелство:
„Станислав още от дете почита Мария и след Бог всичките си мисли и чувства насочва към Божията Майка“.

### Избор на монашески път (послушничество)
По онова време (втората половина на XVI век) децата от шляхтички семейства често са били изпращани да продължат образованието си в чужбина в признати университети, ръководени най-често от богопосветени лица. Така се случва и със Станислав Костка, родителите му решават да продължи образованието си в ръководения от йезуити Collegium Nobilium (Колегиум на знатните) във Виена. Приемът в това учебно заведение не е лесен и той получава подкрепа от кардинал Станислав Хозиуш и родственика си Пьотр Костка от Штемберк (днешен Стонжкув). С брат си Павел, Станислав Костка потегля към университета някъде в средата юли 1564 г., като най-вероятно минава през Краков, Освиенцим, Опава и Оломоуц, стигайки до Виена. На 26 юли 1564 г. двамата братя пристигат във Виена, където са настанени в училищния интернат (бурса), предназначен за момчета с шляхтички произход. Благодарение на това, че е изключително добре подготвен от Ян Билински (по латинска и гръцка граматика), Станислав Костка е приет направо в трети курс по граматика, където продължава да напредва в обучението си и се превръща в образец на трудолюбив и старателен ученик. Същото училище завършват и Ян Твардовски и Бернард Мачейовски – бъдещи примаси на Полша, както и Миколай Ласоцки – бъдещ епископ. Правилникът на интерната изисква от кандидатите послушание, изграждане на добродетели и набожност. Той предвижда сутрешна и вечерна молитва, ежедневно участие в светата литургия, ежеседмично изслушване на поучението за аскетизъм и пристъпване към светите тайнства веднъж в месеца. Братята Костка пребивават в този интернат в продължение на осем месеца, до 1565 година, когато император Максимилиан II Хабсбург отменя правото на йезуитите да ползват този дом и кандидатите са разпръснати по различни места. Братята Костка заживяват в частна квартира в дома на лютерана Кимберкер на площад Кермарк (днес кръстовище на улиците Kurrentgasse i Steindlgasse). В началото среща затруднения в ученето, но благодарение на старанието и трудолюбието си става един от най-добрите ученици. Методът му на учене се основава на правене на старателни записки, които след това обмисля и проучва внимателно. Има изключителен талант за изучаване на чужди езици. Освен латински, гръцки и иврит, учи също немски и италиански. Открита е написана от него книга със заглавие Liber ellegantiarum scriptus per me Stanislaum Kostka sub M. Alberto Theobulico, в която е записал изрази и правила за правопис на латински. Съученикът му Вавжинец Пачифичи от Франкония, в по-късно свое свидетелство пред папския нунций казва:
„Станислав все още нямаше никаква набола брада, имаше пълно и румено лице, приятен поглед и весели очи, но в тях винаги се виждаха следи от сълзи и всеки, който ги погледнеше се изпълваше със състрадание... В разговорите скромен, весел и учтив, с готовност общуваше с простичките хора“.
А историкът на Обществото на Исус, отец Франциск Сакини (Franciszek Sacchini) характеризира външния му вид по следния начин:
„Станислав имаше среден ръст и правилни размери, фигурата му съчетаваше в себе си достойнството и външната красота (...) Кожата на лицето му беше снежнобяла с лека руменина на бузите, косата му беше леко изтъняла, формата на лицето по-скоро кръгла, а самото лице изпълнено с очарование, светли, сини, влажни блестящи очи, понякога изпълнени със сълзи, предизвикани от любов и святост на сърцето“.
В началото на декември 1565 г. здравето му се влошава и той се разболява сериозно. Повечето биографи смятат, че причина за влошеното му здраве са лошите битови условия (ниските температури) и суровия живот (молитви, нощни бдения, пост, самобичуване), които вероятно са предизвикали настинка или може би грип. Болният – както установяват лекарите – има температура и първоначално състоянието му бързо се влошава, дори има предположения, че болестта може да е смъртоносна. След около две седмици полека започва да възвръща здравето си.
По време на боледуването си има видение, при което му се явява Св. Варвара и съпроводена от двама ангели му донася светото причастие. Тогава той казва пред приятеля си Станислав Варшевицки, че дължи излекуването си на молитвата си към Божията Майка, която моли за застъпничество. Тя му се явява в следващо видение и полага младенеца върху протегнатите му ръце. Тогава получава от нея заръка да влезе в Йезуитския орден.
Повлиян от тази заръка, той взема решение да посвети живота си на Ордена на йезуитите. Споделя това свое решение пред изповедника си отец Миколай Донио, който го насочва към провинциала Вавжинец Магиуш, който от своя страна взема решение, че Станислав Костка ще бъде приет в Йезуитския орден само, ако родителите му изразят съгласие за това[. Отец Франчишек Антонио му дава препоръчително писмо и идеята да замине за Аугсбург, при провинциала на Горна Германия отец Пьотр Канизиуш (Piotr Kanizjusz), канонизиран по-късно за светец, с молба да го приеме при йезуитите, а ако той не се съгласи, да отиде направо в Рим при генерала на ордена отец Франчишек Боргиас, обявен по-късно за светец.
На 10 август 1567 г., след спречкване с брат си Павел, пише писмо, в което обяснява мотивите си да напусне Виена, след което се отправя пеша на път. Когато откриват бягството му, брат му Павел и Ян Билински тръгват след него, но не успяват да го намерят, понеже той потегля не към Рим (както предполагат), а на север към Аугсбург. Предполага се, че е изминавал средно около 45 км на ден, а като места за почивка е използвал йезуитските домове в: Алтьотинг-Еберсберг, Мюнхен и Ландсберг. След като изминава повече от 600 км, достига до Аугсбург, но не заварва там отец Пьотр Канизиуш, който е заминал на посещение в Дилинген. Отправя се към Дилинген (на около 30 км от Аугсбург) и в средата на септември 1567 година двамата се срещат, в резултат на което Станислав Костка е изпратен за три седмици в колегиум „Св. Йероним“, където е назначен да сервира храната. На 18 септември отец Канизиуш изпраща писмо до генерала на ордена отец Боргиус, като в писмото пише:
„Получих от Вас Преподобни писмо от 23 август, в което заявяваш, че мога да изпратя в Рим брат Якуб Леванти, генуанеца. Той ще дойде скоро заедно с магистър Фабрици Рейнер, а към тях двамата ще присъединя може би и Станислав, добър и достоен полски младеж, който силно желае да се посвети на нашето призвание, дори и въпреки волята на родителите си“.
Тримата младежи напускат Дилинген в края на септември 1567 г. и на 25 октомври същата година стигат до Рим. Предполага се, че пътят им е минал през Бренер, Болцано, Тренто, Падуа, Ферара, Болоня, Флоренция, Сиена, Перуджа, Арецо и Терни.
След като пристига в Рим, на 28 октомври 1567 г. е приет за кандидат на Йезуитския орден и е настанен в Дома на професорите, където започва двегодишното си послушничество. Стефан Аугусти, който по-късно става негов приятел, описва по следния начин облика му след пристигането в Рим:
„Беше облечен бедно и много изморен. (...) Изглежда имаше нужда да бъде обграден със специални грижи, преди да започне нормалния си живот на послушник“.
В Дома на професорите пребивава до края на декември 1567 г., след което е преместен в друг йезуитски дом – Римски колегиум, където преминава през поредния етап на послушничество – т.нар. трийсетдневно изпитание. В периода от февруари до март 1568 г. е преместен на хълма Квиринал, в дома за послушници „Св. Андрей“. Послушничеството си в Рим започва с реколекция, по време на която прави пред отец Руиз генерална изповед за целия си живот. Обучението му е ръководено от следните магистри послушници: отец Рафал Риериа, отец Толедо, отец Риуз, отец Фатио. По време на послушничеството си той прави духовни упражнения, като особено внимание посвещава на молитвата, а два пъти дневно – сутрин и вечер се посвещава на равносметка на съвестта и на духовно четене. Тема на духовните му размисли често са Мъките Господни, а по време на духовните четения се съсредоточава върху житията на светците и книги като „O naśladowaniu Chrystusa“ („За подражаването на Христос“). Наблюдателите на живота му отбелязват, че прилага умъртвяване на плътта чрез многобройни периоди на пост (преди да приеме светото причастие), бичуване на тялото и спане на пода. Похвално мнение за живота му дава един от магистрите послушници, който казва:
„Няма думи, с които да бъде изразена възвишеността на неговите добродетели и безценните примери, с които се отличава неговия живот. За всички той е образец и отражение на монашеското съвършенство. Необикновено покорен, пълен с презрение и пренебрежение към светските богатства, удивително скромен, съвършен в послушанието, без ни най-малка съпротива спрямо това, което му е наредено, без никакво колебание как да направи това, което му е поръчано, сякаш то е излязло от устата на самия Бог... Мил към другите и суров към себе си... Измъчваше тялото си със сурово покаяние. Животът му беше животът на съвършения монах, чийто образ ни описваше светия отец Игнаций. Всички негови дела бяха според правилата. Беше толкова тясно свързан с Бог, че прекарваше цели часове в молитва, без ни най-малко да се разсее.“
В първите месеци на 1568 г. (най-вероятно през март или април) дава монашески обет.

### Последния месец на живота му
На 1 август 1568 г. пристигналият от Рим отец Канизиуш изнася лекция пред послушниците в дом „Св. Андрей“, като темата на неговите поучения е неочакваната смърт. Вечерта на същия ден Станислав Костка споделя пред приятеля си Стефан Аугусти, че има предчувствие, че този месец ще е последния от неговия живот и приема разсъжденията на отец Канизиуш като предупреждение към самия себе си. Четири дни по-късно, вървейки с отец Емануел Саа към базиликата Санта Мария Маджоре, Станислав Костка казва, че ще умре именно на това място. При послушниците по онова време е бил приет обичаят всеки месец да се изтегля светец, който ще бъде покровител на послушника през дадения месец. Станислав Костка изтегля Св. Вавжинец. Вечерта в деня на този светец (10 август) се почувства зле и след като е установено, че има треска, е положен в леглото. На 14 февруари 1606 г. колегата му Пелеций, свидетелства като очевидец на случилото се:
„Лягайки в леглото, Станислав направи кръстен знак и каза: „Ако е угодно Богу да не стана от това легло, нека бъде волята Му“.
През първите три дни на боледуването се смята, че то не е опасно и лекарите твърдят, че най-вероятно става дума за временно неразположение на организма. На 14 август обаче болният вдига висока температура, появява се гадене, студена пот по челото, треска, а от устата му се процежда кръв. Той моли да бъде пренесен на пода, върху който е постлан чаршаф, покайва се, приема светото причастие, след което отец Фатио извършва светото тайнство маслосвет и помазва болния, който отново се изповядва. Умира на 15 август 1568 г. след полунощ, най-вероятно около 3:00 часа, с молитва на уста, държейки в ръцете си разпятие и свещ. Причините за краткотрайното му боледуване остават неизвестни. Появяват се различни предположения и догадки. Възможно е да става дума за туберкулоза, за което свидетелства процеждащата се от устата кръв, а може би за малария. Отец Майковски дори изгражда хипотеза, че причина за смъртта му е силната любов, свързана със соматични фактори в неговите религиозни преживявания, и че сърцето му се е изтощило вследствие на високата температура, предизвикана от религиозна любов, надвишаваща силите на организма. Първоначално е погребан в общ гроб край катедралата „Св. Андрей“ в Рим на Квиринал.

## Духовност
Голямо влияние върху неговия богат духовен живот оказва семейната атмосфера, за която се грижат силно религиозните му родители. В документите по канонизацията му четем следното за неговото детство в Ростково:
„Още от дете показваше много признаци на бъдещата си доброта. Виждаха се наченките на някои негови добродетели. Личеше си вроденото му покорство, вглъбеност в молитвата, страстта към духовното. Въздържаше се и от ай-малката разпуснатост и детинско лекомислие, не правеше нищо плътско и затова в дома на баща му всички го уважаваха.“
Духовността му може да бъде характеризирана като религиозно-аскетичен идеал, носещ следите на игнатианската школа. Довереникът на неговата съвет, отец Фатио, разказва за виенския му период следното:
„Отличаваше се сред останалите си колеги със своята набожност, скромност, участие в светите тайнства, умъртвяването на плътта, почитта си към Божията Майка и старанието, с което служеше литургия.“
Живеещите с него послушници често наблюдават как докато всички останали си почиват, Станислав се отправя към катедралата и се моли там дълго и страстно. Това е негова редовна практика, той се моли дори нощем, промъквайки се тайно в катедралата. Обикновено се моли коленичил със скръстени на гърдите ръце и притворени очи, а понякога лежи на пода с разтворени на кръст ръце. Голяма роля за формирането на неговата духовност изиграва любовта му към Божията Майка, възпитана у него вероятно още в най-ранно детство от религиозната му майка. Знае се също, че е притежавал абаносова молитвена броеница, стараейки се да поддържа този тип молитва. Член е на Евхаристична конгрегация „Света Варвара“ и дори изпълнява функцията на неин председател.
Води аскетичен начин на живот, ограничавайки нуждите си до минимум.

## Процес на беатификация и канонизация
След смъртта му генералът на йезуитския орден Франсиско Борджиа, който познава неговия живот и обстоятелствата около смъртта му, уведомява всички провинции за неговата святост и слага начало на почитането му в целия йезуитски орден. Изповедникът му отец Фатио изказва за него следното мнение:
„Надяваме се, че ще дойде ден, в който ще го открием в списъка на светците, почитани от Църквата, защото така предполага животът му“.
Още през 1580 г. образът му е гравиран върху метална плоча и името му е изписано там с титлата блажен. Всички тези обстоятелства, както и култът към него, създал се след смъртта му, стават причина йезуитите да предприемат стъпки, чиято цел е обявяването му за светец. Благодарение на тези усилия на 14 август 1606 г. папа Павел V дава устното си съгласие Станислав Костка да бъде публично почитан в Църквата, което означава беатификация. На следващия ден е отслужена света литургия в негова чест. Това е първият йезуит в историята на църквата, обявен за блажен.
Веднага след беатификацията му култът към него се разширява, особено в Полша. В Плоцка епархия, в Пултуск, през 1606 г. е построен дървен параклис в негова чест, а по-късно в края на XVII век в Полша е построена първата църква, носеща неговото име. Появяват се много картини и фигури с образа му. Те биват дарявани на храмове и параклиси.
Малко по-късно започват да се полагат усилия за канонизацията му и скоро те се увенчават с успех. На 31 декември 1726 г. папа Бенедикт XIII, след като разглежда предложението за неговата канонизация, издава була Cum Christi voce, която го обявява за светец заедно с Алойзи Гонзага. Тържествата след канонизацията се провеждат в Полша на 16 – 24 октомври 1727 г. в Пултуск и са ръководени от епископ Анджей Станислав Костка Залуски с участието на многобройни духовници и вярващи. По време на тържествата е показана картина, изобразяваща св. Станислав, стоящ пред Мария с младенеца, рисувана в края на XVII век в Качиц.

## Мощи
Най-голяма част от неговите мощи се намира на мястото, където е погребан, в гробница в катедралата „Св. Андрей“ на хълма Квиринал в Рим. През 1621 г. по силата на решение на папа Григорий XV черепът му е взет от тази гробница и е откаран в Полша, където с декрет на крал Владислав IV Васа е поставен в катедралата „Св. Апостоли Петър и Павел“ в Краков. В края на XVIII век, поради временното закриване на ордена на йезуитите, този череп изчезва.
В средата на XIX век част от мощите му (парче от теменната кост) е открита в Баден и е предадена на йезуитския орден в Госхайм край Зигмаринген, откъдето през 1872 г. е пренасяна последователно в: Exaaten в Холандия (1872 – 85), Blyenbeck в Холандия (1885 – 1886), Tisis край Фелдкирх в Австрия (от 1886 година), от средата на XX век в Нойхаузен ауф дер Филдерн край Щутгарт, а след това в послушническия дом в Нюрнберг (Руперт Майер хаус).
До Полша също достига част от мощите (част от малкия пръст). Тя е положена в дървения параклис в Ростково през 1744 година, но около 1861 г. мощите изчезват оттам. От 1926 г. част от мощите отново се намира в катедралата в Ростково. Най-голямата по размер в Полша част от мощите му понастоящем се намира в параклиса на Йезуитския орден в Стара Веш край Бжозов, това е част от реброто на св. Станислав Костка с дължина около 12 см. През 60-те години на XX век архиепископът на Плоск Богдан Мариан Шикорски донася от Рим части от неговите мощи за почти 40 храма и параклиса, разпръснати из цяла Полша.

## Култ
Първоначално като ден за литургичното му почитане е определен 13 ноември, но по-късно по литургични съображения денят е променен на 18 септември.
Негови атрибути са: ангел, подаващ му светото причастие, Младенецът, носен от него на ръце, разпятието, пилигримски кривак, лилия, Светата Дева и броеница.
На 8 януари 1674 г. папа Климент X го обявява за изключителен патрон на Полша и Литва.
Особено почитан е в Мазовше, където има много катедрали, посветени на него, като в много от тях се намират части от мощите му. На 28 август 1926 г. фрагмент от мощите му е тържествено пренесен от Пултуск в Ростково. Мястото, в което е почитан най-много е Ярослав, където култът към него е силно разпространен преди всичко благодарение на бенедектинската игуменка Анна Косткувна, негова роднина. Не по-малко почитан е и в Ростково, където през 1744 г. е построен специален параклис, а по-късно през 1900 г. и втората в Полша катедрала, посветена на св. Станислав Костка. През 1904 г. свещеник Франчишек Кулиговски създава специално богослужение в негова чест, а през 1911 г. епископ Антони Юлиян Нововейски издава книгата „С Исус“, която включва специални молитви, посветени на него. В началото на XX век култът към светеца разпространява и Асоциацията на полските младежки сдружения (Zjednoczenie Stowarzyszeń Młodzieży Polskiej), която го приема за свой патрон. През 1919 г. създаден Съюз на сдруженията на плоцката младеж, чийто патрон става св. Станислав Костка.
През 1921 г. свещеник Ян Вишневски създава в негова чест специално сценично произведение в четири акта, озаглавено „Св. Станислав Костка“. През 1962 г. папа Йоан XXIII го обявява за специален патрон на полската младеж. През 1967 г. папа Павел VI го обявява (заедно със св. Станислав Шчепановски) за патрон на Плоцка епархия. Той е патрон и на Лодзката и Варшавската архиепархии, както и на градовете Гнезно, Люблин, Лвов, Познан и Варшава. Закрилник е на студентите и йезуитските послушници. След неговата смърт стаята му в някогашния послушнически дом в Рим е превърната в параклис, в който е подредена експозиция от негови вещи и предмети, свързани с него. В стаята има и надгробен паметник, дело на Пиер ле Грос Младши, който представлява скулптура от бял полихромен мрамор, представяща светеца на смъртното му ложе. На стената е поставено изображение на Божията майка, която посипва върху него рози от небето. Под картината е гравирано стихотворение, написано от поета Циприан Камил Норвид. На поклонение до гроба му и до неговата стая са били папа Йоан XXIII на 13 ноември 1962 г. и Йоан-Павел II на 13 ноември 1988 г.
Свети Станислав Костка става патрон на много училища, сред които: Гимназия на йезуитите в Краков, Основно училище и XXI Общообразователна гимназия в Люблин, Католическо училище на Келецка епархия в Келце, Католическо училище в Жельона Гура, Училище на йезуитите в Гдиня, Католическа общообразователна гимназия в Плоцк, Колегиум и частна Общообразователна гимназия във Варшава, на много основни училища, сред които в: Йеднорожец, Пшисуш, Шчечин, както и основни училища в: Ченстохова, Маришина Гурна, Мачковице, Нова Веш Шлахецка, Познан, Ростково, Рибник и др.
На територията на Англия, в Манчестър се намира Полско училище за преподаване на местни предмети, което носи името на св. Станислав Костка (на английски „The Polish Saturday School in Manchester“). Училището е основано през 1949 г. от Сдружението на полските ветерани (Stowarzyszenie Polskich Kombatantów).
В Ковънтри се намира Полска римокатолическа енория под покровителството на св. Станислав Костка, създадена през 1948 г. от Сдружение на полските ветерани номер 399 в Ковънтри.
В негова чест са издигнати многобройни параклиси, сред които в градовете: Гнезно, Говажево, Яшонка, както и паметници в: Келце, Любомя и Равич. Много улици в Полша носят неговото име.
На 5 април 1994 г. в Катовице е създадена Фондация за помощ на деца и младежи с увреждания, която носи името на св. Станислав Костка и чиято цел е да помага всестранно децата и младежите с увреждания във връзка с тяхното лечение, рехабилитация, интегриране и подкрепа, която да им даде възможност да участват пълноценно в ежедневния живот. От 1996 г. фондацията ежегодно присъжда на пет личности или институции, наградата „Златно сърце“, за изключителни заслуги в работата с деца и младежи с увреждания. Първият лауреат на тази награда е папа Йоан-Павел II.
В Краков домът, ръководен от монахините Сестри на милосърдието, намиращ се на ул. „Варшавска“ 11, построен през 1885 – 1886 г., също носи името на св. Станислав Костка.
През 2016 година Държавната хазна изсича в рамките на цикъла „Светци на Католическата църква“ сребърен медал с образа на св. Станислав Костка, с диаметър 30 мм, по проект на Росана Новаковска. По повод 450-ата годишнина от смъртта му, с решение 377 на пленарното заседание на Конференцията на полския епископат в Люблин, от 14 октомври 2017 г., 2018 година е обявена за година на свети Станислав Костка в Полската църква.
По този повод на 19 август 2018 г. Полски пощи въвеждат в обращение 120 000 пощенски марки с номинална стойност 2,60 злоти с образа на светеца, те са от цикъла „Покровители на Полша“, проектиран от Божидара Гроздева.

## Иконография
Свети Станислав Костка е изобразен на много икони в различни сцени от неговия кратък живот. Най-често е представян в облеклото си на йезуит как приема светото причастие от ръцете на ангел или на света Барбара (Варвара). Сред най-популярните картини и скулптори са:
- картината на Карло Марати „Мадоната с младенеца се явява на свети Станислав Костка“ (XVII век), намираща се в страничния параклис на катедралата „Св. Андрей“ на хълма Квиринал;
- картината на Шимон Чехович „Причастието на св. Станислав“ (средата на XVIII век), намираща се в Историческия музей в Лвов;
- картината на Шимон Чехович в катедралата в Познан;
- картината „Причастието на св. Станислав“ (средата на XVIII век) в катедралата „S. Stanislao dei Polacchi“ в Рим;
- картина с неговия образ, чийто автор е Станислав Батовски Качор, намираща се в Ченстохова;
- маслена картина, нарисувана върху дъска, с неизвестен автор от края на XVI век, изложена в стаята параклис в катедралата „Св. Андрей“ на Квиринал;
- маслена картина, нарисувана върху дъска, изобразяваща го на възраст 10 – 12 години, с неизвестен автор (II половина на XVI век), в параклиса на френските йезуити „Saint-Didier-au-Mont-d’Or“ край Лион;
- картина в параклиса на катедралата „Свети дух“ в Нови Сонч;
- картина с неговия образ, изрисувана върху метална плоча през 1658 година, поставена върху сградата на кметството в Лвов;
- картина на Георг Хенер „Угощение при родителите на св. Станислав“ (1774 г.) в Музея на князете Чарториски в Краков;
- скулптура „Смъртта на св. Станислав Костка“ авторство на Пиер ле Грос Младши (XVIII век), поставена на мястото на смъртта му, в стаята параклис на църквата „Св. Андрей“ на Квиринал в Рим;
- скулптура, на която е изобразен как отдава почит на Мадоната с младенеца (1909 г.) на олтара на катедралата „Възнесение на Дева Мария“ в Плоцк;
- релеф със сцени от живота му – катедралата в Ростково.